# Камень (озеро, Беломорский район)
Камень — озеро на территории Сосновецкого сельского поселения Беломорского района Республики Карелии.

## Общие сведения
Площадь озера — 1 км². Располагается на высоте 123,5 метров над уровнем моря.
Форма озера лопастная, продолговатая: оно вытянуто с северо-запада на юго-восток. Берега каменисто-песчаные, местами заболоченные.
Из западного залива озера вытекает безымянный водоток, впадающий в озеро Ватулму, из которого берёт начало река Нижняя Охта), впадающая в реку Кемь.
Ближе к западному берегу озера расположен один небольшой остров без названия.
Код объекта в государственном водном реестре — 02020001011102000006295.